# Masakr u srednjoj školi Columbine
Masakr u srednjoj školi Columbine (en. Columbine High School massacre) se odigrao u utorak 20. travnja 1999. godine u srednjoj školi Columbine, smještenoj u Columbineu, neinkorporiranom području okruga Jefferson u američkoj državi Colorado, smještenoj u blizini gradova Denver i Littleton. Dva učenika - Eric Harris i Dylan Klebold - su tom prilikom napali napali učenike i osoblje, ubivši 12 učenika i jednog nastavnika, te ozlijedivši 21 učenika uz 3 koja su ozlijeđena prilikom pokušaja bijega iz škole. Napadači su nakon toga izvršili samoubojstvo. Taj je događaj predstavljao četvrti najveći školski masakr u američkoj historiji - iza katastrofe škole u Bathu 1927. godine, masakra na Virginia Techu 2007. godine i Masakra na Sveučilištu Teksas 1966. godine, odnosno najveći u povijesti američkih srednjih škola.
Masakr je duboko potresao i šokirao američku javnost, s obzirom na svoje razmjere, iznenadnost kao i na okolnosti te nikada pravilno razjašnjene motive. Zbog toga je odmah postao predmetom brojnih debata, odnosno argument koga su koristili protivnici američkog prava na držanje oružje. Rasprave su se osim oružja ticala i svakodnevnice američkih srednjih školama, postojanja klika, raznih supkultura kao i utjecaja glazbe, nasilnih filmova i video-igara na američku mladež. Reakcije američke javnosti neposredno nakon masakra se često navode kao školski primjer moralne panike.
Masakr u Columbineu je postao inspiracija za brojna umjetnička djela, a međunarodnoj javnosti je, između ostalog, poznat i po Bowling for Columbine, popularnom i Oscarom nagrađenom dokumentarcu Michaela Moorea.

## Vanjske poveznice
- HOPE Columbine Memorial Library  Arhivirana inačica izvorne stranice od 9. veljače 2021. (Wayback Machine)
- Columbine Memorial
- Jefferson County CO Library – Columbine massacre archives  Arhivirana inačica izvorne stranice od 8. veljače 2007. (Wayback Machine)
- A detailed report on crimelibrary.com
- Columbine High School Official website  Arhivirana inačica izvorne stranice od 14. prosinca 2005. (Wayback Machine)